# Isola di Garda
L'isola di Garda è la più grande isola del lago omonimo, rientrante amministrativamente nel territorio comunale di San Felice del Benaco.
In origine ospitava un romitorio francescano poi convertito in monastero, mentre dal 1817 è diventata una residenza privata, in un primo momento della famiglia Lechi di Brescia, poi, a partire dal 1870, del duca Gaetano de Ferrari di Genova e dei suoi eredi, che l'hanno aperta ai turisti nel 2002.

## Toponomastica
Ha avuto diversi nomi nel corso dei secoli prima di assumere quello di Isola di Garda, forse derivato dalla sua appartenenza alla Contea di Garda:
- Isola Craniae
- Isola Garda (dal nome del lago)
- Isola dei Frati, Isola Lechi (o Lecchi), Isola Scotti, Isola de Ferrari, Isola de Ferrari - Borghese, Isola Borghese (dai nomi dei suoi abitanti)

## Territorio

### Geografia fisica
Distante poco più di 200 metri da Capo San Fermo, promontorio che divide il golfo di Salò dalla baia dello Smeraldo, ha forma allungata, misura all'incirca un chilometro di lunghezza ed è larga in media 61 metri, con punte massime di 98 metri. Si suppone che in passato fosse unita ai colli Salodiani, al promontorio di San Fermo e a quello di San Biagio.
A sud dell'isola si trova una catena di scogli e bassi fondali, alla fine dei quali emerge l'isolotto di San Biagio, conosciuto anche come Isola dei conigli; in prossimità affiora anche lo Scoglio dell'Altare.

## Flora e fauna
L'isola ospita alberi di cedro, limoni, cachi, peri, melograni, aranci, pompelmi, fichi d'India, giuggiole e capperi, essenze mediterranee quali pioppi, lauri, platani e abeti, piante tropicali come agavi, cycas e palme delle Canarie, e ulivi secolari di oltre 600 anni. Vi fioriscono inoltre rose, iris, lavanda, valeriana, cineraria, bouganville e margherite.

## Storia
L'isola fu abitata sin dall'epoca romana: ciò è provato dal rinvenimento di numerose lapidi gallico-romane (ora conservate al museo romano di Brescia) e da resti di templi votivi. Abbandonata nei secoli di decadenza dell'Impero romano, per lungo tempo fu rifugio dei pirati, che assaltavano le imbarcazioni che percorrevano le rotte del lago di Garda. Nell'878 viene menzionata in un decreto di Carlomanno di Baviera, che documenta la donazione dell'isola ai frati di San Zeno di Verona.
Intorno al 1180 faceva parte del feudo concesso dall'imperatore Federico Barbarossa agli avi di Biemino da Manerba. Nel 1221 san Francesco d'Assisi giunse a visitare l'isola e, reputandola luogo ideale per una comunità di frati, convinse Manerba a donargli l'area scogliosa della parte settentrionale, ove venne realizzato un piccolo romitorio. Nel 1227 l'eremo accolse sant'Antonio di Padova e nel 1304, secondo la tradizione, avrebbe ospitato anche Dante Alighieri, che avrebbe ricordato il luogo nella Divina Commedia con i versi:
(Inferno, Canto XX)
Nel 1422 vi giunse san Bernardino da Siena, che, in veste di vicario generale dell'ordine francescano, fece trasformare il romitorio in un vero e proprio monastero, mettendo egli stesso mano al progetto per la chiesa, il chiostro, le celle e i giardini. L'isola divenne un importante centro ecclesiastico di meditazione e ospitò illustri personaggi religiosi, tra cui il vice-generale dell'Ordine francescano padre Francesco Licheto, che a partire dal 1470 vi istituì una scuola di teologia e filosofia. La morte di padre Francesco segnò tuttavia l'inizio della decadenza della comunità religiosa dell'isola. Nella chiesetta dei frati venne sepolto nel 1565 il condottiero Alessandro Fregoso, figlio di Giano Fregoso, doge di Genova, che a suo tempo aveva acquistato l'isola. Dal 1685 al 1697 il convento ospitava solo i frati novizi in ritiro e, nel 1798, l'oramai vetusto monastero venne definitivamente soppresso da Napoleone Bonaparte.
Dopo essere passata al demanio, la proprietà cambiò negli anni successivi molti proprietari, per giungere nel 1817 nelle mani del conte Luigi Lechi di Brescia, che fece costruire una residenza sulle rovine del monastero ed eseguì importanti opere di restauro e costruzione, tra le quali il porticciolo, costruito nel 1830 su progetto dell'architetto Rodolfo Vantini. Sull'isola dimorò per molto tempo la cantante lirica Adelaide Malanotte, amante del Lechi. Nel 1837 il conte cedette l'isola al fratello Teodoro, ex generale dell'esercito napoleonico, il quale fece aggiungere al complesso le terrazze sul fronte della casa.

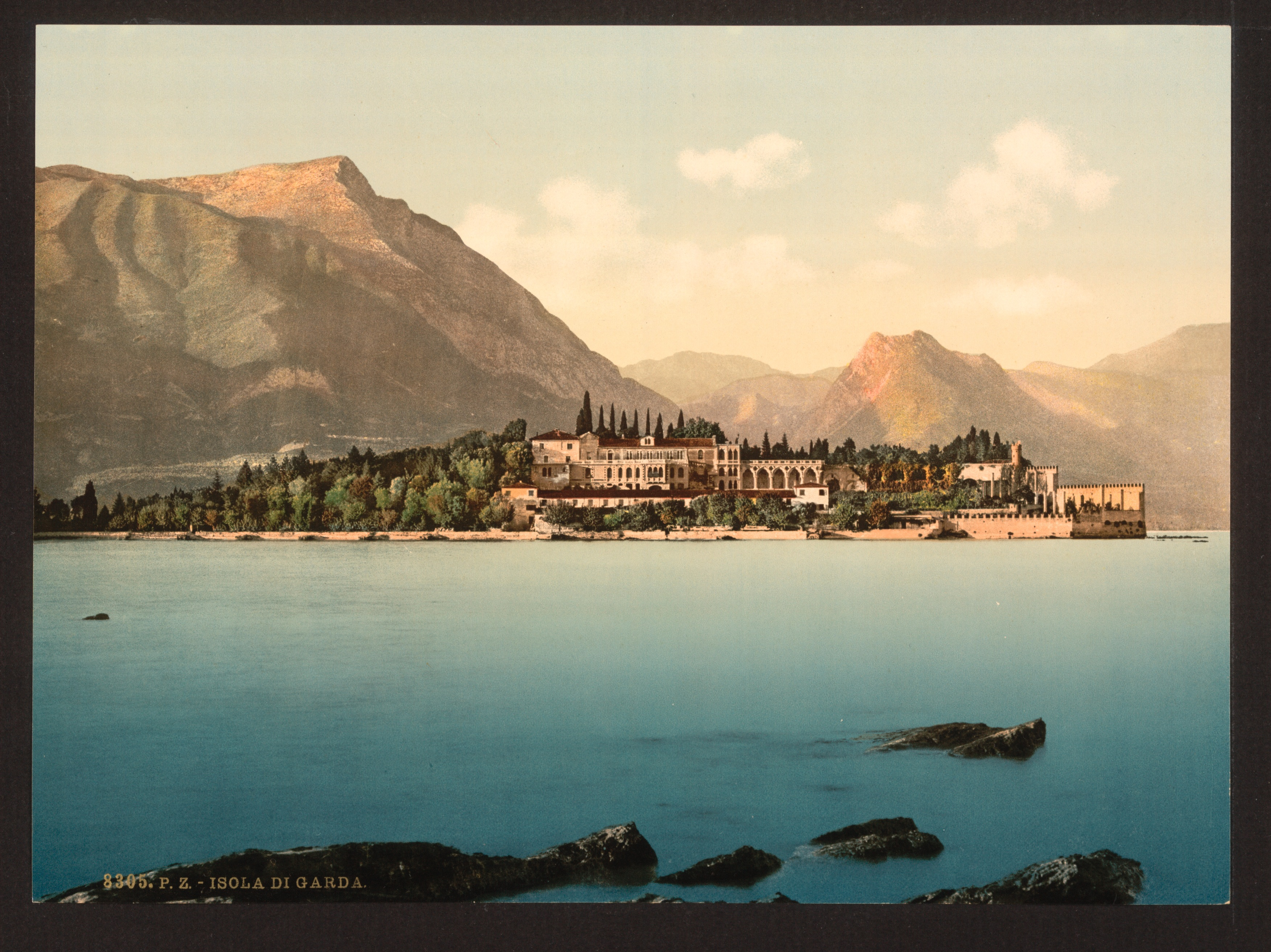
La villa a fine 1800.

Nel 1860 l'isola fu espropriata dallo Stato per costruirvi una fortezza militare, ma il progetto venne in seguito abbandonato e nel 1875 l'isola venne acquistata per una cifra irrisoria dal duca Gaetano de Ferrari di Genova. Con la moglie, la nobildonna russa Maria Sergeevna Annenkova, egli si dedicò alla progettazione e alla realizzazione del parco, con la costruzione di muri di contenimento verso il lago e il trasporto di terra fertile in cui vennero impiantate essenze autoctone. Prima della morte del duca, avvenuta nel 1893, i coniugi concepirono insieme il progetto di un lussuoso palazzo da costruirsi al posto della vecchia casa Lechi. La villa, in stile neogotico-veneziano che ricorda il Palazzo Ducale di Venezia, venne realizzata tra il 1894 e il 1901 su progetto dell'architetto genovese Luigi Rovelli. Il palazzo fu arricchito da terrazze sistemate a giardino all'italiana, con elaborati disegni di siepi e cespugli fioriti.
Alla morte della duchessa la proprietà passò alla figlia Anna Maria – in seguito sposa del principe romano Scipione Borghese – la quale ne fece la propria residenza e arricchì il parco con essenze esotiche. Nel 1927, alla morte del principe, l'isola passò in eredità alla figlia Livia, moglie del conte bolognese Alessandro Cavazza. Durante la Seconda guerra mondiale e sotto la Repubblica di Salò, l'isola fu espropriata e tornò alla famiglia Cavazza, in particolare all'erede Camillo, alla fine della guerra. Nel 2002 la figlia di Camillo e di sua moglie Charlotte, Alberta, ha aperto l'isola alle visite turistiche.

## Galleria d'immagini

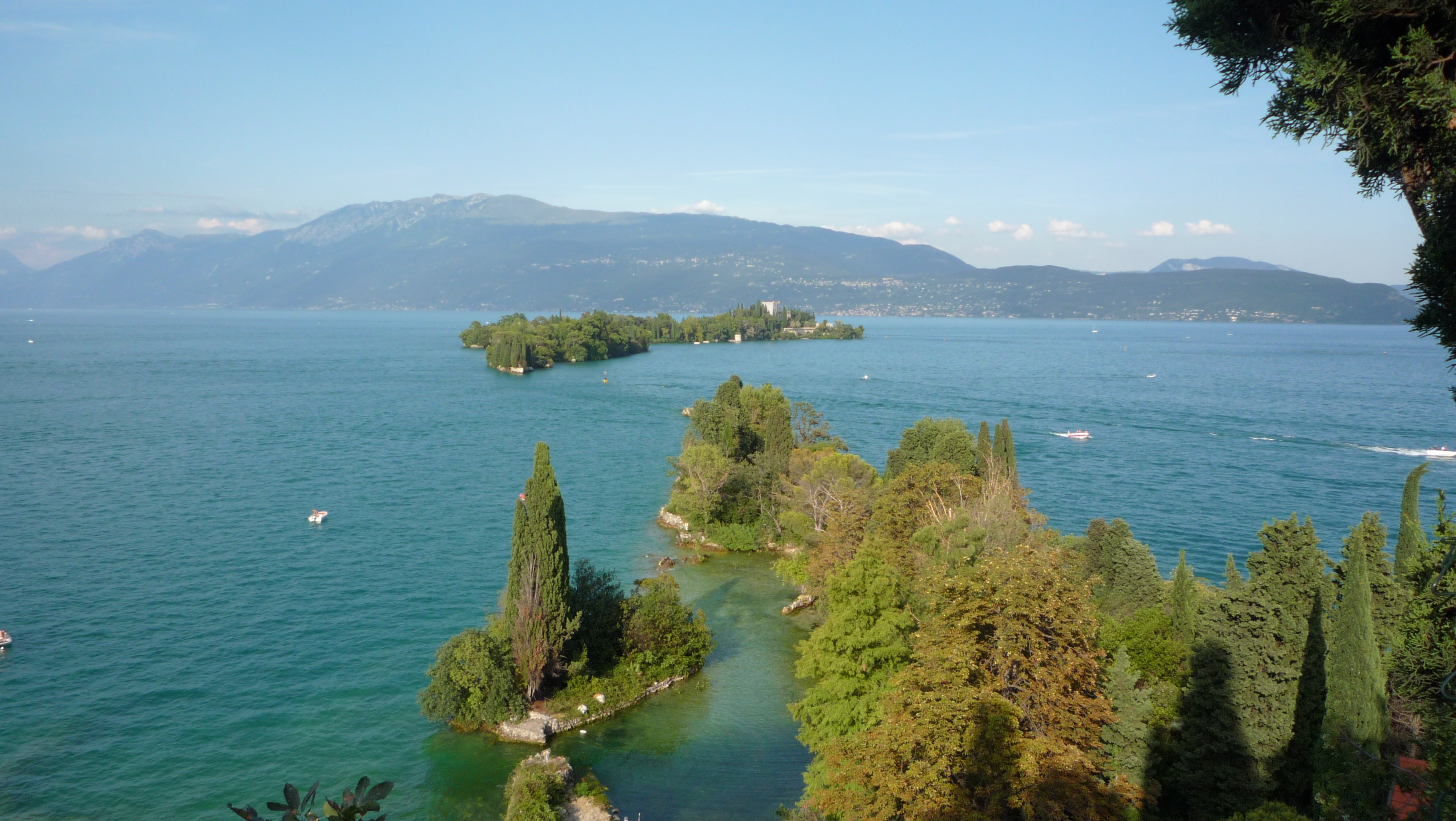
Panorama.
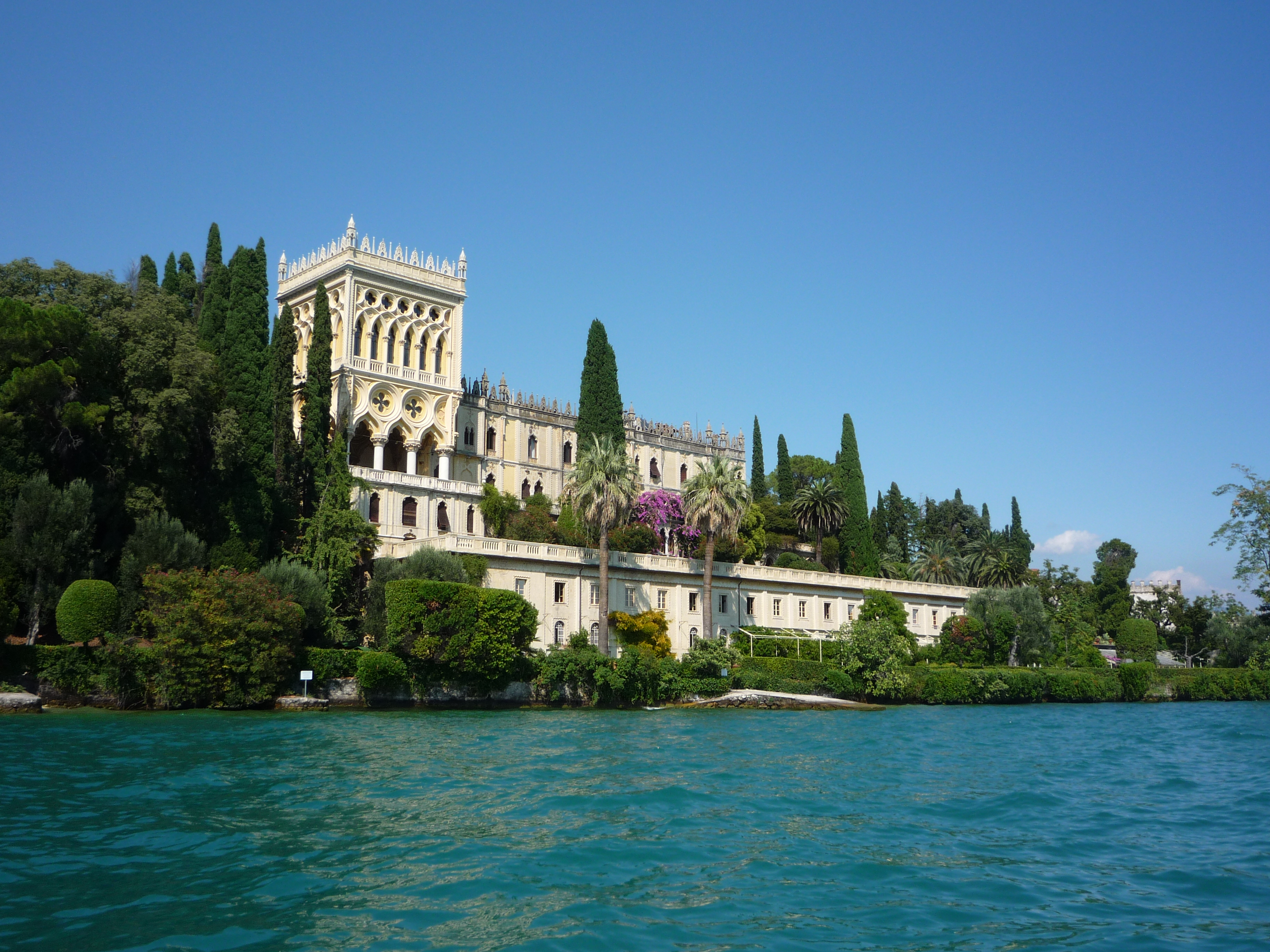
La villa.
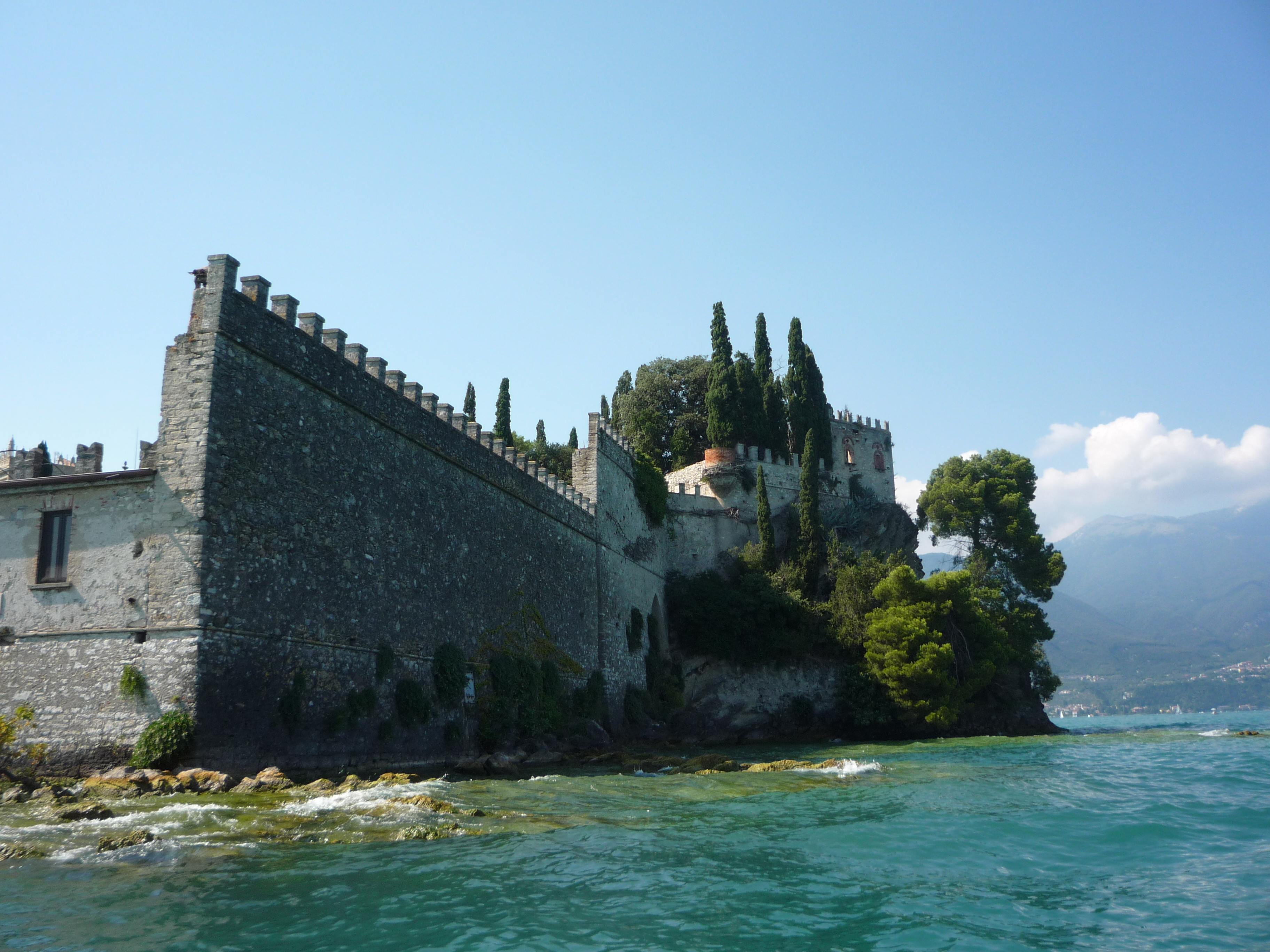
Mura della proprietà.
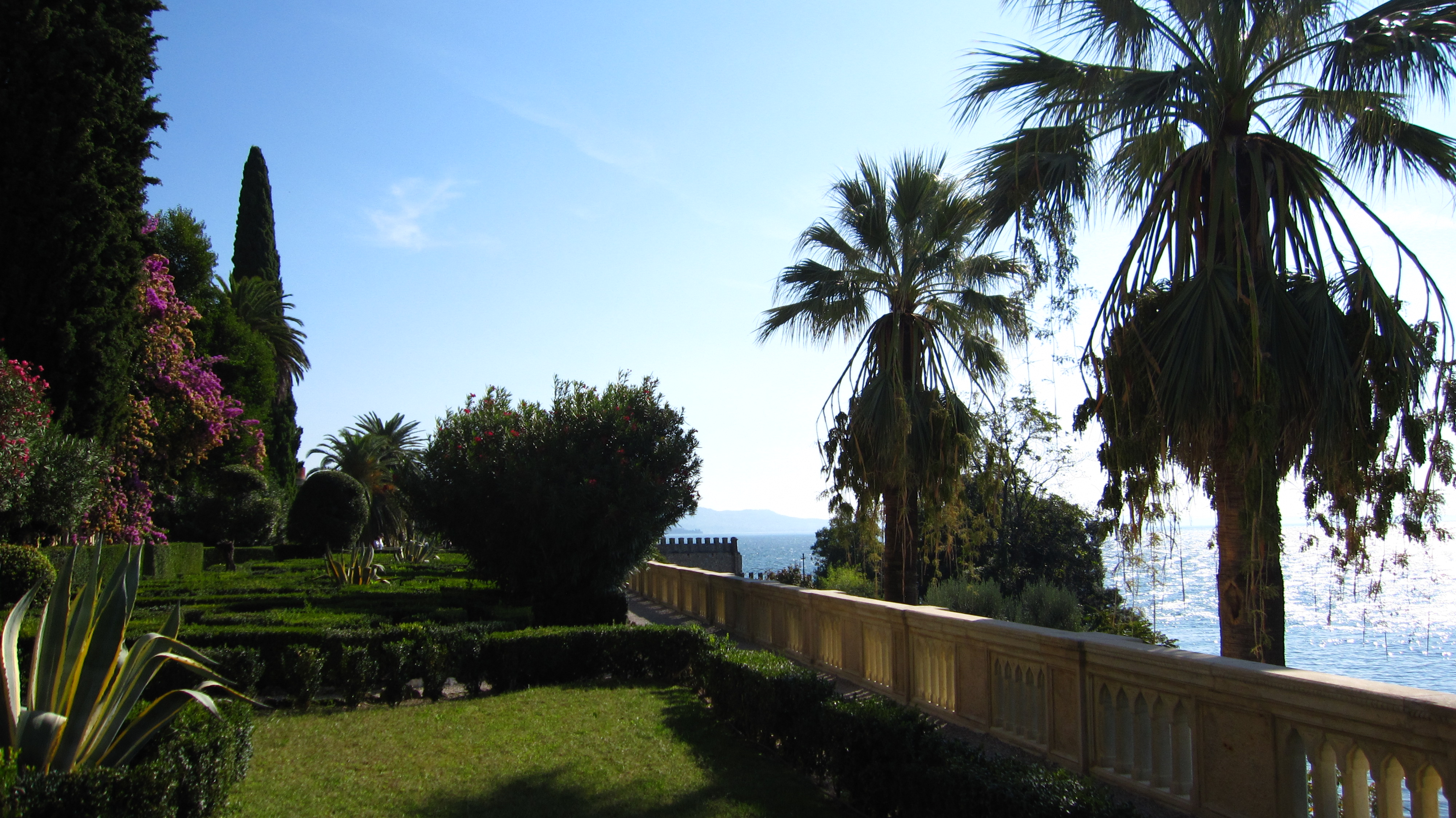
Giardino all'italiana.
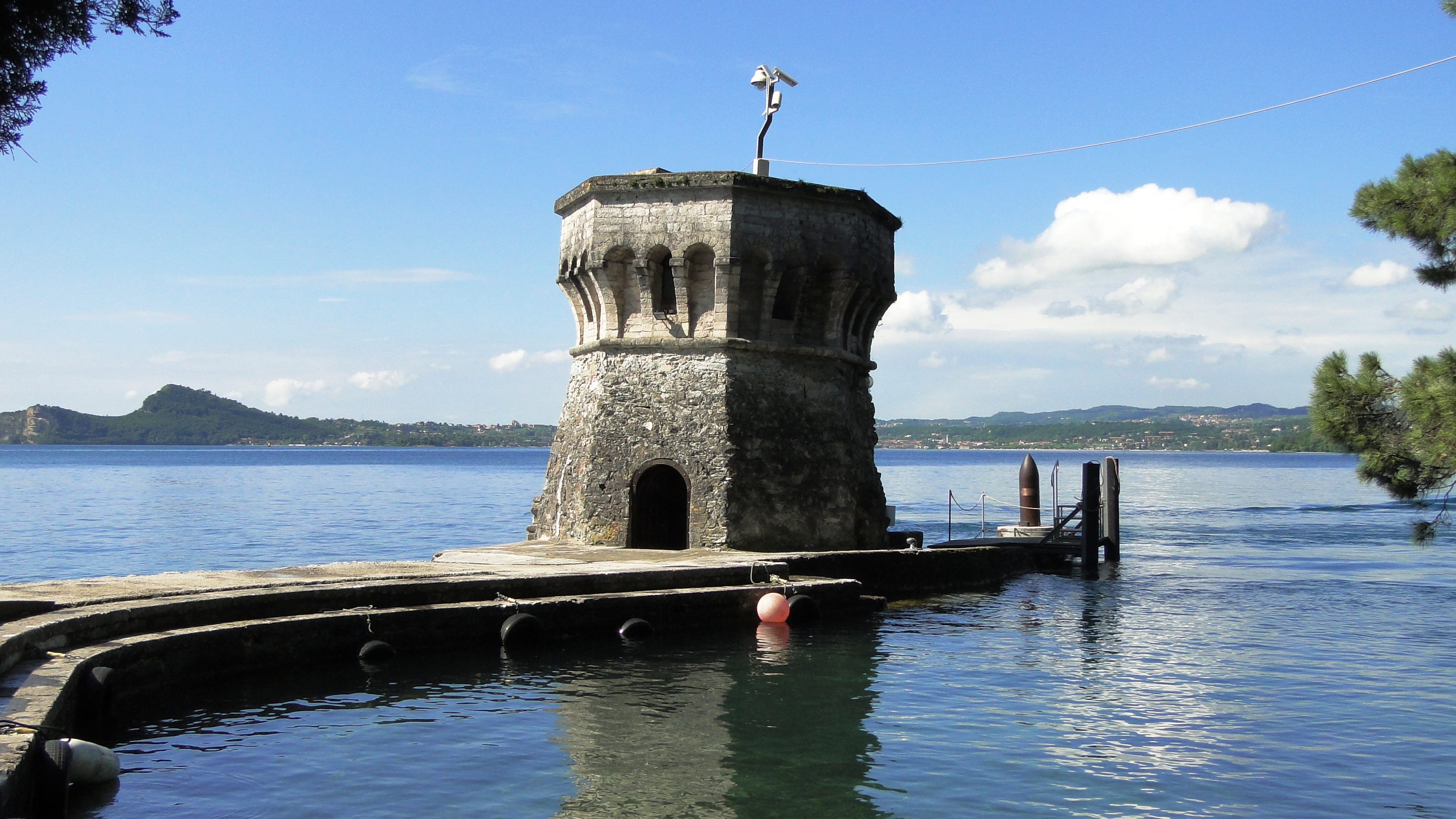
Porticciolo.
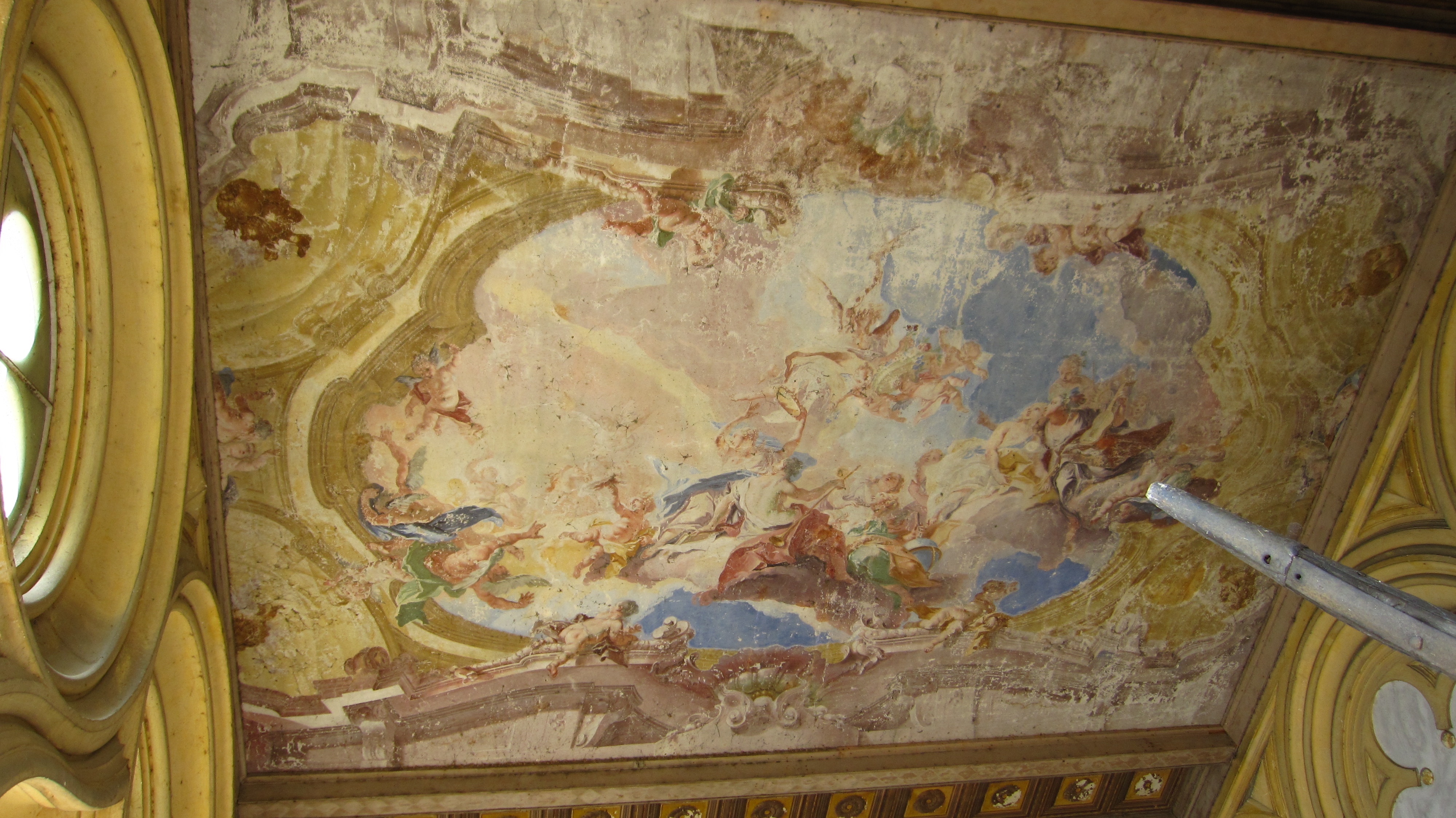
Affresco nella loggia.